# Phyllanthus mafingensis
Phyllanthus mafingensis är en emblikaväxtart som beskrevs av Radcl.-sm.. Phyllanthus mafingensis ingår i släktet Phyllanthus och familjen emblikaväxter. Inga underarter finns listade i Catalogue of Life.